# 雲井雅人
雲井 雅人（くもい まさと、1957年 - ）は、日本のサクソフォーン奏者である。
1957年、富山県生まれ。国立音楽大学を経てノースウェスタン大学大学院修了。その間、東京文化会館推薦音楽会、第51回日本音楽コンクール、第39回ジュネーヴ国際音楽コンクールで入賞した。1984年、東京文化会館小ホールでリサイタル・デビュー。オーケストラのソリストとしては、1991年、サントリーホールで、井上道義指揮の新日本フィルハーモニー交響楽団と共演した。2005年、「サイトウキネン・フェスティバル in 松本」に参加。2007年、インディアナ大学にてマスタークラス開催。ソロCDに「ドリーム・ネット」、「あふれる歌へのオマージュ」、「シンプル・ソングズ」（レコード芸術誌特選盤)、「サクソペット」がある。
既婚であり、妻は同じくサクソフォン奏者の曽根美紀である。
- サクソフォーンを大室勇一、フレデリック・ヘムケに師事。
- 国立音楽大学教授、尚美学園大学元非常勤講師、亜細亜大学吹奏楽団コーチ。
- 「雲井雅人サックス四重奏団」「コレジオサックス」を主宰。「なにわオーケストラル・ウインズ」メンバー。
- 1999年富山県ひとづくり財団による「とやま賞」の芸術部門を受賞。